# メムピス
メムピス（古希: Μέμφις, Memphis）は、ギリシア神話の女性である。メンピス、メンフィスとも表記される。主に、
- ネイロスの娘
- ダナオスの妻
- ウコレウスの娘

が知られている。以下に説明する。

## ネイロスの娘
このメムピスは、ナイル川の河神ネイロスの娘で、アンキノエー、アニッペー、エウリュッロエー、エウローペーと姉妹。アルゴスの王女イーオーとゼウスの子エパポスと結婚し、娘リビュエー、リューシアナッサを生んだ。夫エパポスは妻の名前にちなんだ都市メンフィスを創建した。
娘のうちリビュエーはポセイドーンとの間に双生児アゲーノールとベーロスを生み、アゲーノールはポイニーケーの王に、ベーロスはエジプトの王になった。またリューシアナッサはポセイドーンとの間に暴虐なエジプト王ブーシーリスを生んだ。
なお、ヒュギーヌスによるとエパポスの妻はカッシオペイア。

## ダナオスの妻
このメムピスは、アルゴスの王ダナオスの妻の1人で、3人の娘クレイテー、ステネレー、クリューシッペーの母である。メムピスの娘たちはエジプト王アイギュプトスとテュリアーの3人の同名の息子クレイトス、ステネロス、クリューシッポスと結婚したが、他の姉妹たちと同様、父の命にしたがって夫を殺した。

## ウコレウスの娘
このメムピスは、エジプトの王ウコレウスの娘である。シケリアのディオドーロスによると、メンフィス市はウコレウス王によって創建されたが、その際に都市の名前を娘からとった。メムピスはまたナイル川の河神に恋され、牡牛となった河神との間にアイギュプトスを生んだ。